# Chris Kanyon
Christopher Morgan Klucsarits (3 de enero de 1970 - 2 de abril de 2010) fue un luchador profesional estadounidense. Kanyon fue principalmente conocido por su trabajo en las empresas World Championship Wrestling y World Wrestling Federation, bajo los nombres Chris Kanyon (o simplemente Kanyon) y Mortis.

## Carrera

### World Championship Wrestling
Kanyon debutó en World Championship Wrestling (WCW) como un jobber. Después de varios meses fue puesto con Mark Starr en un equipo llamado "Men at Work".

## Muerte
Kanyon había estado sufriendo de un trastorno bipolar y en las semanas previas a su muerte, había amenazado con suicidarse. El 2 de abril de 2010, su hermano, Ken Klucsarits, lo encontró muerto en su apartamento de Sunnyside, Queens, Nueva York con una botella vacía de antidepresivos. Dejó tras de sí una nota suicida disculpándose a su familia.

## Vida personal
En 2004, después de que Kanyon fuera liberado por WWE, comenzó un gimmick en el cual era un luchador abiertamente gay. Esto incluyó una ocasión en la que declaró que WWE lo había liberado de su contrato debido a su sexualidad. Kanyon más tarde le dijo a reporteros de radio y televisión que eso solo había sido un truco publicitario. Más tarde se retractó de estas declaraciones y reconoció que, de hecho, era homosexual. Antes de su muerte, Kanyon estaba trabajando en un libro, Wrestling Reality, con Ryan Clark. El libro fue lanzado el 1 de noviembre de 2011 y detalla las luchas de Kanyon como un hombre gay de clóset.

## Campeonatos y logros
- World Championship Wrestling
  - WCW World Tag Team Championship (2 veces) – con Diamond Dallas Page y Bam Bam Bigelow al mismo tiempo como Jersey Triad[1]

- World Wrestling Federation
  - WCW United States Championship (1 vez)[1]
  - WWF Tag Team Championship (1 vez) – con Diamond Dallas Page[1]

- Pro Wrestling Illustrated
  - Situado en el N.º 108 en los PWI 500 de 1998[7]